# Oláhcsaholy
Oláhcsaholy (románul Cehal) falu Romániában. Szatmár megye települése. Noha a község, amelyhez tartozik, róla kapta a nevét, a községközpont azonban Magyarcsaholy.

## Fekvése
Tasnád városától délre helyezkedik el.

## Története
Első írásos említése 1330-ból való, ekkor Csaholymonostora nevét említették az oklevelek. 1477-ben három Csaholy nevű település tűnt fel egymás közelében: Oláh-, Magyar-, és Felső-Csaholy.
1348-as oklevél szerint a három Csaholy település, köztük Oláhcsaholy birtokosa Csaholyi János mester volt.
1429-ben kelt oklevél szerint a Szatmár vármegyében és Középszolnok vármegyében levő Csaholy nevű települések mind a Csaholyi család birtokába tartoztak.
1430 körül Szilágyi Miklós fiait írták Oláh- és Magyar-Csaholy birtokosának.
1476-ban a három Közép-Szolnok megyei Csaholy nevű település földesurának a Becsky család tagjait írták az oklevelek.
1545-ben Csaholyi Annát iktatták be Oláh- és Magyar-Csaholy részeibe.
1562-ben Báthory András Székely Lászlónak adta Oláh-Csaholy, Magyar-Csaholy és Közép-Csaholy részbirtokokat.
1568-ban Oláh- és Magyar-Csaholy részbirtokokba iktatták be Briberi Melith Györgynek Csaholyi Imre leányától Annától született fiait: Istvánt, Pált és Pétert.
1579-ben II. Rudolf a kihalt Csaholyi család középszolnoki birtokait, köztük Oláhcsaholyt is, Lokacsi Prépostváry Bálintnak, Lekcsi Sulyok Istvánnak, Kapi Andrásnak és nejének Sulyok Katának és utódaiknak adta.
1681-ben Báthory Zsófia fejedelemasszony birtokának írták az oklevelek.
1753-ban II. Rákóczi György neje Báthory Zsófia középszolnoki Felső- és Oláhcsaholy birtokai a Bánffy család mindkét nembeli ágára szálltak, miután a rajtuk levő terhet kifizették.
1847-ben Oláh-Csaholynak 568 lakosa volt, melyből 548 görögkatolikus, 20 izraelita volt.
1890-ben Oláh-Csaholynak 1 010 lakosa volt, ebből 36 magyar, 974 oláh, görögkatolikus 978, református 14, izraelita 18 fő volt. A település házainak száma 1890-ben 205 volt.
Oláhcsaholy falunak 1910-ben 1 421 román lakója volt.
1919-ig Magyarországhoz tartozott. (Közép-Szolnok vármegye, majd Szilágy vármegye része volt.) 1940-1944 között ismét Magyarországhoz csatolták.
1992-ben 1186 román lakos lakta.

## Nevezetességek
- Görög keleti temploma 1932-ben épült, a régi 1730-as építésű fatemplom helyén. Anyakönyvet 1810-től vezetnek.